# Vombatter
Vombatter (Vombatidae) er en familie af kortbenede, muskuløse pungdyr, der er hjemmehørende i Australien. De tre arter i familien er hulegravende planteædere med et bjørnelignende udseende. De bliver omtrent en meter lange og kan veje mere end 30 kg. De bevæger sig på alle fire ben og har en meget kort hale.
Navnet vombat kommer fra et aboriginer-sprog.

## Adfærd
Vombatterne graver store hulesystemer med gnaver-agtige fortænder og kraftige kløer. De er først og fremmest skumrings- og nataktive, men er dog også dagaktive på kølige eller overskyede dage.
De er vanskeligere at få øje på, men efterlader sig tydelige spor. Hegn anses ikke som nogen stor udfordring, vombatterne graver sig ubesværet under eller gennem sådanne forhindringer. De efterlader sig desuden særprægede kubiske ekskrementer.
Vombatter er planteædere, og æder primært græs, halvgræs, urter, bark og rødder.

### Vombatter og mennesker
Vombatter er ikke bange for mennesker, og enkelte har derfor med et vist held prøvet at tæmme dem. De egner sig imidlertid dårligt som husdyr. De er stærke og hurtige og kan let vælte en voksen mand. De har skarpe tænder, og de kan blive aggressive og bidske, hvis de bliver provokeret eller er syge.

## Arter
De tre arter:
- Almindelig vombat (Vombatus ursinus)
- Lasiorhinus krefftii
- Bredhovedet vombat (Lasiorhinus latifrons)